# Zollikofen

Luftbild von Walter Mittelholzer (1918–1937)

Zollikofen ist eine politische Gemeinde im Verwaltungskreis Bern-Mittelland des Kantons Bern in der Schweiz.

## Geographie
Zollikofen liegt ungefähr fünf Kilometer nördlich von Bern. Angrenzende Gemeinden sind: im Norden Münchenbuchsee, im Süden die Stadt Bern (mit der Aare als Grenze), im Südosten Ittigen, im Westen Kirchlindach und im Südwesten Bremgarten bei Bern.
- Höchster Punkt der Gemeinde: 594 m ü. M. (im Meielenwald)
- Tiefster Punkt der Gemeinde: 490 m ü. M. (bei Reichenbach an der Aare)

Bis zu seiner Trockenlegung um 1947/1948 gab es in Zollikofen einen See, den Aegelsee.

### Klima
Die Jahresmitteltemperatur für die Normalperiode 1991–2020 beträgt 9,3 °C, wobei im Januar mit 0,2 °C die kältesten und im Juli mit 18,8 °C die wärmsten Monatsmitteltemperaturen gemessen werden. Im Mittel sind hier rund 99 Frosttage und 19 Eistage zu erwarten. Sommertage gibt es im Jahresmittel rund 46, während normalerweise 9 Hitzetage zu verzeichnen sind. Die Messstation von MeteoSchweiz liegt auf einer Höhe von 553 m ü. M.
|                        | Jan  | Feb  | Mär  | Apr  | Mai  | Jun  | Jul  | Aug  | Sep  | Okt  | Nov  | Dez  |   |       |
| Mittl. Temperatur (°C) | 0,2  | 1,1  | 5,2  | 9,0  | 13,2 | 16,9 | 18,8 | 18,4 | 14,1 | 9,5  | 4,2  | 0,9  | ⌀ | 9,3   |
| Mittl. Tagesmax. (°C)  | 3,4  | 5,2  | 10,3 | 14,5 | 18,6 | 22,5 | 24,6 | 24,2 | 19,4 | 14,0 | 7,7  | 3,8  | ⌀ | 14,1  |
| Mittl. Tagesmin. (°C)  | −2,9 | −2,8 | 0,3  | 3,4  | 7,6  | 11,3 | 13,0 | 12,9 | 9,2  | 5,5  | 1,0  | −2,1 | ⌀ | 4,7   |
|                        |      |      |      |      |      |      |      |      |      |      |      |      |   |       |
| Niederschlag (mm)      | 60   | 56   | 65   | 78   | 112  | 102  | 108  | 112  | 87   | 87   | 77   | 79   | Σ | 1023  |
|                        |      |      |      |      |      |      |      |      |      |      |      |      |   |       |
| Sonnenstunden (h/d)    | 2,1  | 3,3  | 4,9  | 6,0  | 6,4  | 7,4  | 7,9  | 7,4  | 5,8  | 3,8  | 2,2  | 1,7  | ⌀ | 4,9   |
|                        |      |      |      |      |      |      |      |      |      |      |      |      |   |       |
| Regentage (d)          | 9,5  | 8,7  | 9,5  | 9,6  | 12,1 | 11,4 | 10,8 | 11,0 | 8,6  | 10,4 | 10,1 | 10,6 | Σ | 122,3 |
|                        |      |      |      |      |      |      |      |      |      |      |      |      |   |       |
| Luftfeuchtigkeit (%)   | 84   | 79   | 73   | 70   | 72   | 72   | 71   | 73   | 79   | 84   | 86   | 86   | ⌀ | 77,4  |

| −2,9 |

| −2,8 |

| 0,3 |

| 3,4 |

| 7,6 |

| 11,3 |

| 13,0 |

| 12,9 |

| 9,2 |

| 5,5 |

| 1,0 |

| −2,1 |

| −2,9 |

| −2,8 |

| 0,3 |

| 3,4 |

| 7,6 |

| 11,3 |

| 13,0 |

| 12,9 |

| 9,2 |

| 5,5 |

| 1,0 |

| −2,1 |

## Name
Der Name stammt von Zollinghofen – «die Höfe der Ingen des Zollo», erstmals erwähnt im Jahr 942. Die alemannische Sippe des Zollo mit seinen Nachkommen (Ingen) liess sich hier im 5. Jahrhundert nieder.

## Geschichte
In der letzten Eiszeit, die vor ungefähr 14'000 Jahren zu Ende ging, lag über Zollikofen eine über 350 Meter mächtige Eismasse. Die Landschaft im Raume Zollikofen ist wesentlich von den Eiszeiten geprägt worden.
Die mittelalterliche Burg Reichenbach ist höchstwahrscheinlich aus einem römischen Flusskastell entstanden, das mit dem Castrum auf der Engehalbinsel in Verbindung stand.
Die Herrschaft Reichenbach mit ihren Marchen, Waldungen, Gewässern und bewohnten Örtlichkeiten wurde zu Beginn des 14. Jh. von Rudolf von Erlach, dem Sieger von Laupen, gegründet. Es folgten etliche Besitzerwechsel. Sie bestand bis 1830 und ist mit der heutigen Einwohnergemeinde Zollikofen identisch.
Beat Fischer, der Begründer des schweizerischen Post- und Botenwesens (Fischersche Post), baute 1688 an der Stelle der früheren Burg das Schloss Reichenbach in italienischem Barockstil.
Als die Franzosen nach dem letzten Gefecht im Grauholz 1798 in Bern einzogen, änderte auch die Herrschaft Reichenbach. Die herrschaftlichen Rechte fielen dahin, und die neue politische Körperschaft nannte sich Zollikofen. Im Jahre 1811 löste sich Zollikofen von der Herrschaft Reichenbach und wurde eine selbständige Ortsgemeinde mit rund 500 Einwohnern. Der erste Gemeinderat wurde vom Oberamtmann des Amtsbezirkes, heute Regierungsstatthalter, eingesetzt. Die Fischersche Post wurde nach der Gründung der Eidgenossenschaft verstaatlicht und in die PTT integriert.
Ab 1918 begannen die politischen Parteien ihre staatsbürgerlichen Aufgaben verstärkt wahrzunehmen. Bis 1976 waren im Gemeinderat ausschliesslich SVP, SP und FDP vertreten. Während von 1918 bis 1947 die SP den Gemeinderat mit fünf von neun Sitzen dominierte, stellten zwischen 1948 und 2000 die bürgerlichen Parteien SVP und FDP in der Regel mit fünf bis sechs Sitzen die Mehrheit. 1939 wurde die Kirche Zollikofen fertiggestellt. Zuvor gehörte Zollikofen zur Kirchgemeinde Bremgarten-Zollikofen. Die starke Bevölkerungszunahme machte eine eigene Kirche notwendig.
1964 wurde in Zollikofen der Grosse Gemeinderat (Parlament) mit 40 Sitzen eingeführt. Drei Jahre vor der Eidgenossenschaft beschlossen 1968 die Stimmbürger, das Stimm- und Wahlrecht solle fortan auch den Frauen zustehen. Ende 1990 zählte Zollikofen 6277 Stimmberechtigte und im Jahre 2000 rund 9500 Einwohner. Der Gemeinderat besteht seit 2005 nicht mehr aus neun, sondern aus sieben Mitgliedern. Der 10'000ste Einwohner wurde am 20. März 2008 begrüsst.

## Bevölkerung
| Jahr      | 1850 | 1860 | 1870 | 1880 | 1888 | 1900 | 1910 | 1920 | 1930 | 1941 | 1950 | 1960 | 1970 | 1980 | 1990 | 2000 | 2010 | 2015   | 2020   |
| Einwohner | 1045 | 1062 | 1181 | 1298 | 1286 | 1609 | 1914 | 2223 | 2376 | 2653 | 3453 | 6237 | 9069 | 8717 | 9242 | 9437 | 9831 | 10'217 | 10'798 |

## Politik
- SP: 10
- GFL: 7
- EVP: 1
- GLP: 4
- Mitte: 2
- FDP: 5
- PPS: 1
- SVP: 10

Der Grosse Gemeinderat ist die Legislative Zollikofens. Er umfasst 40 Mitglieder und wird alle vier Jahre mittels einer Proporzwahl gewählt. Die links stehende Grafik zeigt die Sitzverteilung des Grossen Gemeinderats nach der Wahl vom 24. November 2024.
Der Gemeinderat ist die Exekutive Zollikofens, er zählt sieben Mitglieder. Mit Ausnahme des Gemeindepräsidenten arbeiten die Gemeinderäte nebenamtlich. Die Stimmberechtigten von Zollikofen haben in der Abstimmung am 23. November 1997 der Umwandlung des Gemeindepräsidiums zum Vollamt zugestimmt. Erster vollamtlicher Gemeindepräsident wurde am 1. Januar 2001 Stefan Funk, welcher bis Ende 2012 im Amt war. Seit 2013 hat Grossrat Daniel Bichsel (SVP) das Gemeindepräsidium inne. Der Gemeinderat wird alle vier Jahre im Proporzsystem gewählt (gleichzeitig wie der Grosse Gemeinderat), der Gemeindepräsident wird dagegen im Majorzverfahren gewählt. Die Zusammensetzung des Gemeinderats ist wie folgt: SVP 3 Sitze, SP 2 Sitze, GFL und Vereinte Mitte (Mitte [vormals BDP]-glp-EVP) je einen Sitz.
Bei den Nationalratswahlen 2023 betrugen die Wähleranteile in Zollikofen (in Klammern die Veränderung im Vergleich zu den Wahlen 2019 in Prozentpunkten): SP 22,81 % (+3,61), SVP 22,35 % (−1,45), glp 13,40 % (+2,27), Grüne 11,16 % (−2,66), FDP 10,04 % (−1,12), Mitte 9,46 % (−1,67), EVP 4,49 % (+0,29), EDU 3,12 % (+1,43), Weitere 3,16 % (−0,70).

## Wirtschaft
Mit 11'477 Einwohnern und rund 9'200 Arbeitsplätzen ist Zollikofen ein wirtschaftliches Zentrum vor den Toren Berns und gehört zu den steuergünstigen Gemeinden im Kanton.
Auch wenn in der Gemeinde nur noch wenige Landwirte aktiv sind, dominiert die Natur mit Hügeln, Wiesen, Wäldern, Bächen und der Aare das Landschaftsbild. Zollikofen trägt das Label «Energiestadt».
Regierungsschwerpunkt des Gemeinderates ist die Förderung Zollikofens als gleichzeitigen Wohnorts und Arbeitsplatzes. In Zollikofen bestehen Tagesschul- und Krippenplätze.

## Verkehr
Zollikofen ist durch den öffentlichen Verkehr (S-Bahn, RBS und Postauto) erschlossen; der für die Feinverteilung zuständige Ortsbus fährt im Viertelstundentakt. Auch das Postauto auf der Linie Bern – Kirchlindach – Zollikofen, das die Industriezone und die Blindenschule bedient, fährt zu den Hauptverkehrszeiten im Viertelstundentakt. Auf dem Gemeindegebiet von Zollikofen befinden sich die Bahn-Haltestellen Unterzollikofen, Steinibach und Oberzollikofen. Der wichtigste Verkehrsknotenpunkt, der Bahnhof Zollikofen, befindet sich auf der Gemeindegrenze und liegt teilweise auf dem Gebiet der Nachbargemeinde Münchenbuchsee. Der Bahnhof beherbergt die Billettverkaufsstelle und einen Kiosk. Er wird von Zügen der BLS AG und des Regionalverkehrs Bern-Solothurn (RBS) bedient. Ab hier fährt auch der RBS-Bus Richtung Büren an der Aare, Münchenbuchsee Hüslimoos und Ittigen.
In Schönbühl liegt der Anschluss an die Autobahnen A1 und A6 Richtung Biel/Bienne.
Im Wankdorf liegt der Anschluss an die Autobahn A6 Richtung Thun.
Vom Schloss Reichenbach führt eine Fähre auf die Engehalbinsel. Die Fährverbindung ist Teil des Netzes der Schweizer Wanderwege. Die Fähre funktioniert nach dem Prinzip der Gierseilfähren und kann maximal 16 Personen transportieren. Die Fähre verkehrt saisonal von März bis Oktober.

## Wasserversorgung
Zollikofen ist beim Wasserverbund Region Bern angeschlossen.

## Schulen
In Zollikofen bestehen eine Primarstufe inklusive Kindergarten, Sekundarstufe I sowie eine Tagesschule. Daneben existieren folgende spezialisierte Ausbildungsstätten:
- Ausbildungsstätten Inforama, Bildungs- und Beratungszentrum Rütti
- Schweizerische Geflügelzuchtschule (aviforum)
- Eidgenössisches Hochschulinstitut für Berufsbildung (EHB)
- Schule für blinde und sehbehinderte Kinder und Jugendliche
- Suissetec (Schweizerisch-Liechtensteinischer Gebäudetechnikverband)
- Hochschule für Agrar-, Forst- und Lebensmittelwissenschaften (Hafl)

## Sehenswürdigkeiten
- Das 1688 erbaute Schloss Reichenbach
- Der Weiler Bühlikofen
- Friedrich-Traugott-Wahlen-Allee

## Bilder

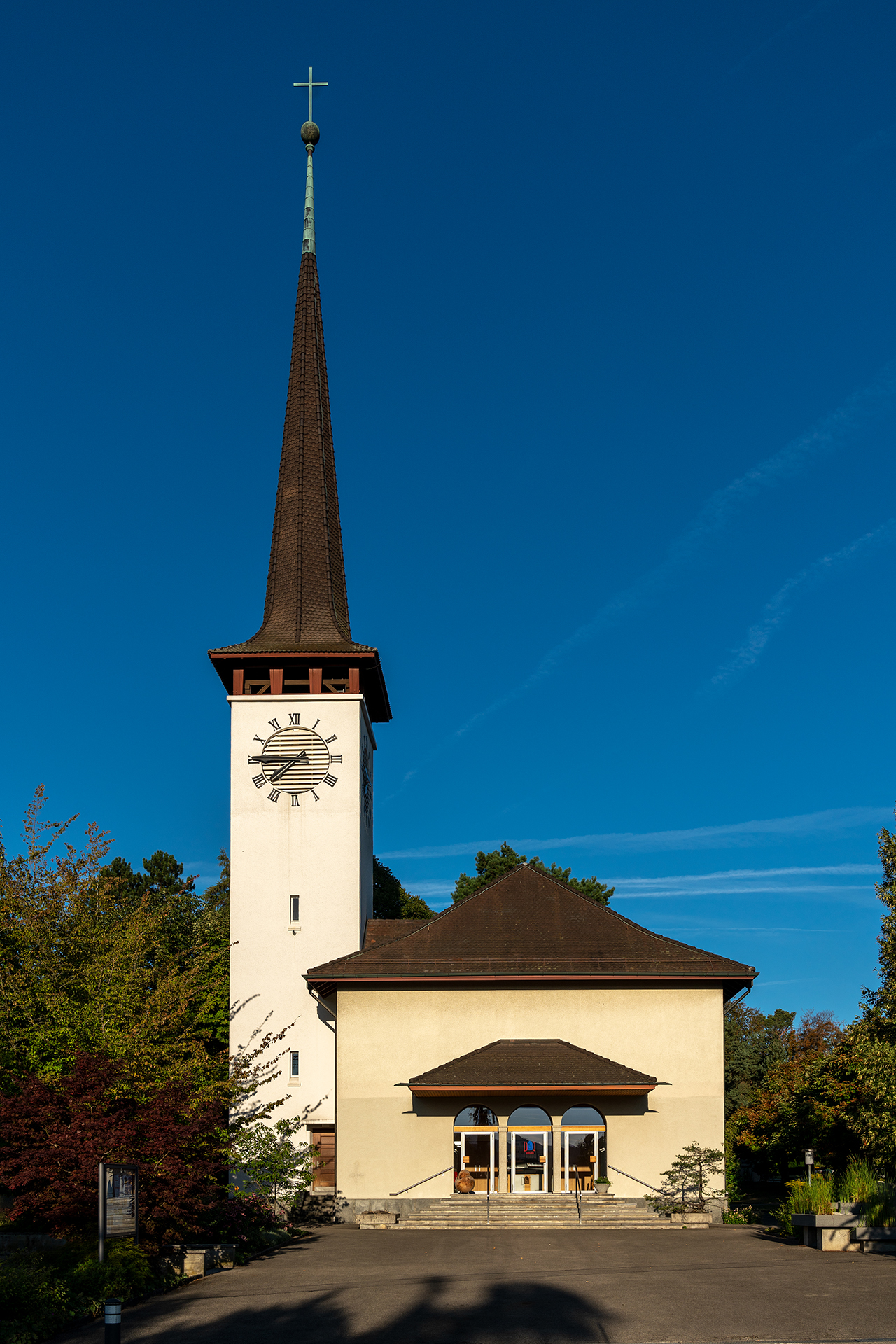
Reformierte Kirche
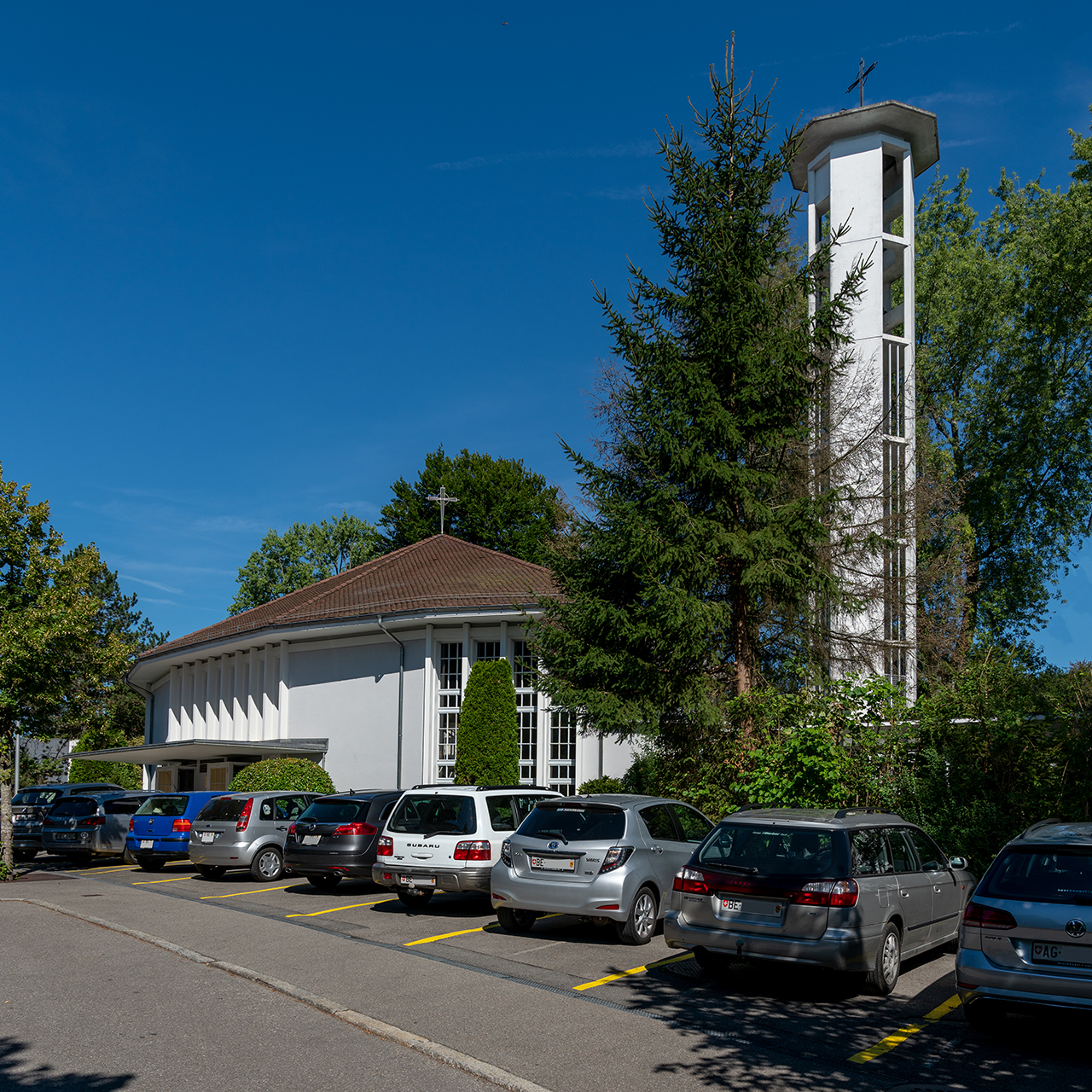
Katholische Kirche St. Franziskus
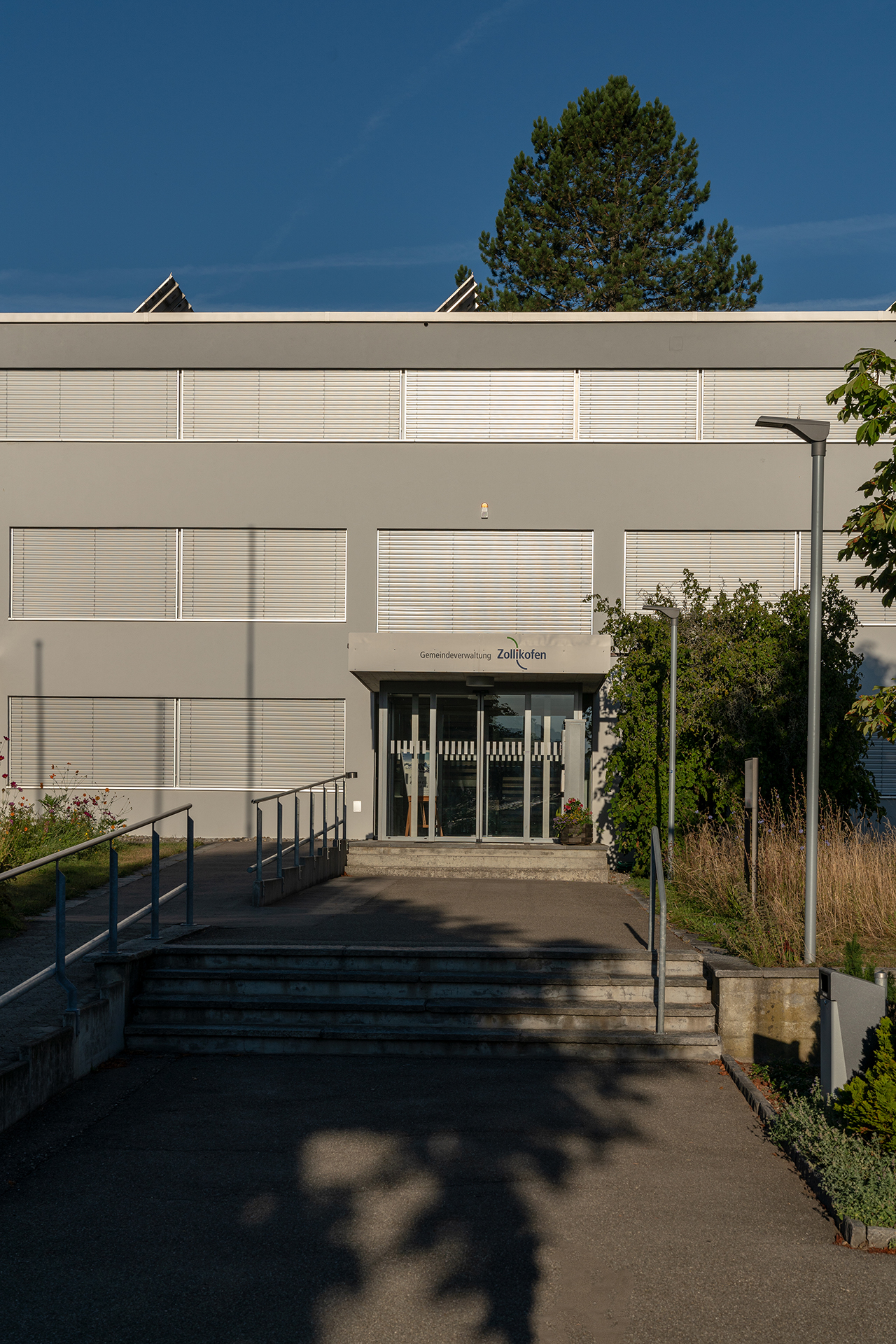
Gemeindeverwaltung
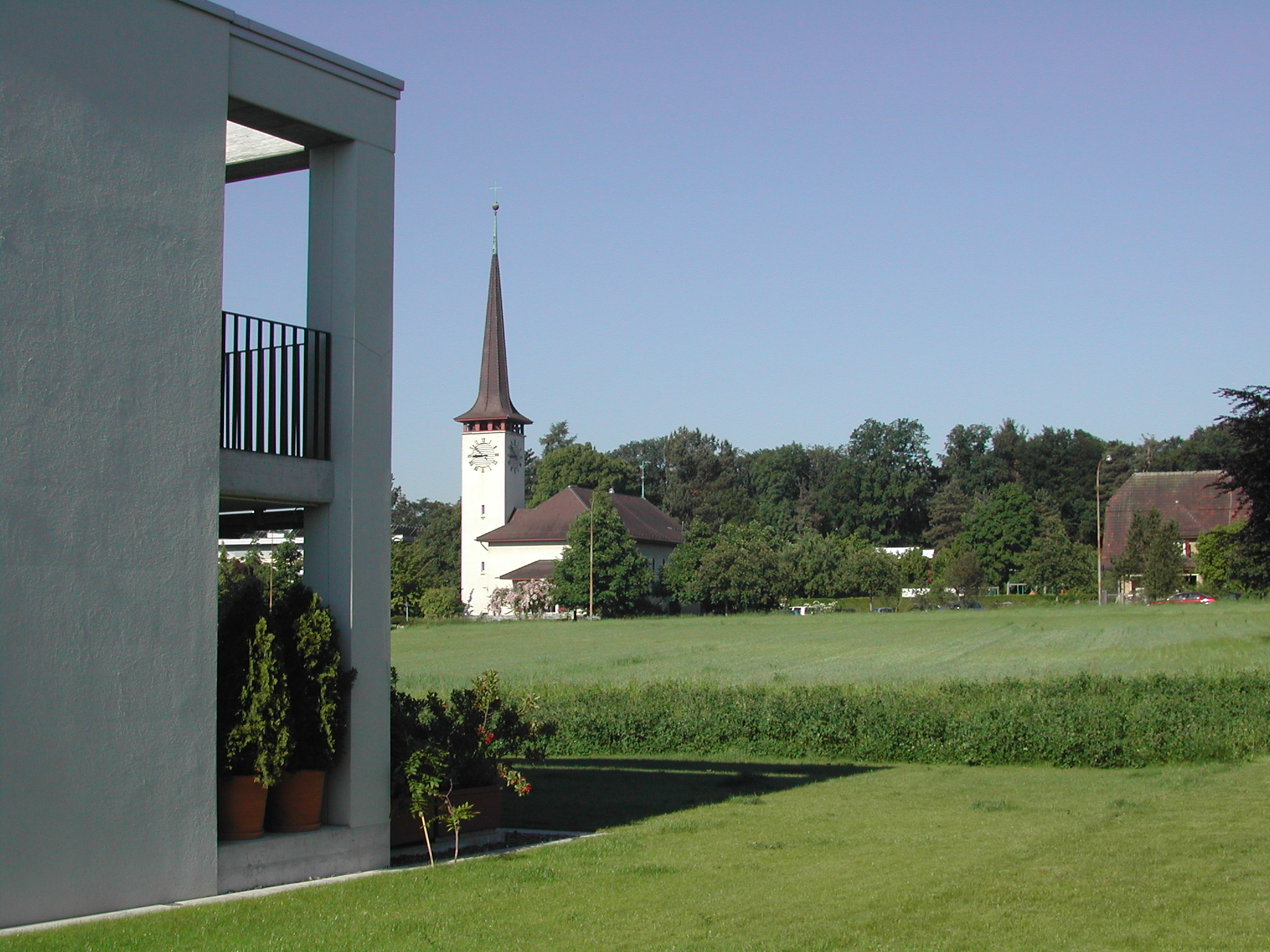
Blick in Richtung Kirche und Gemeindeverwaltung
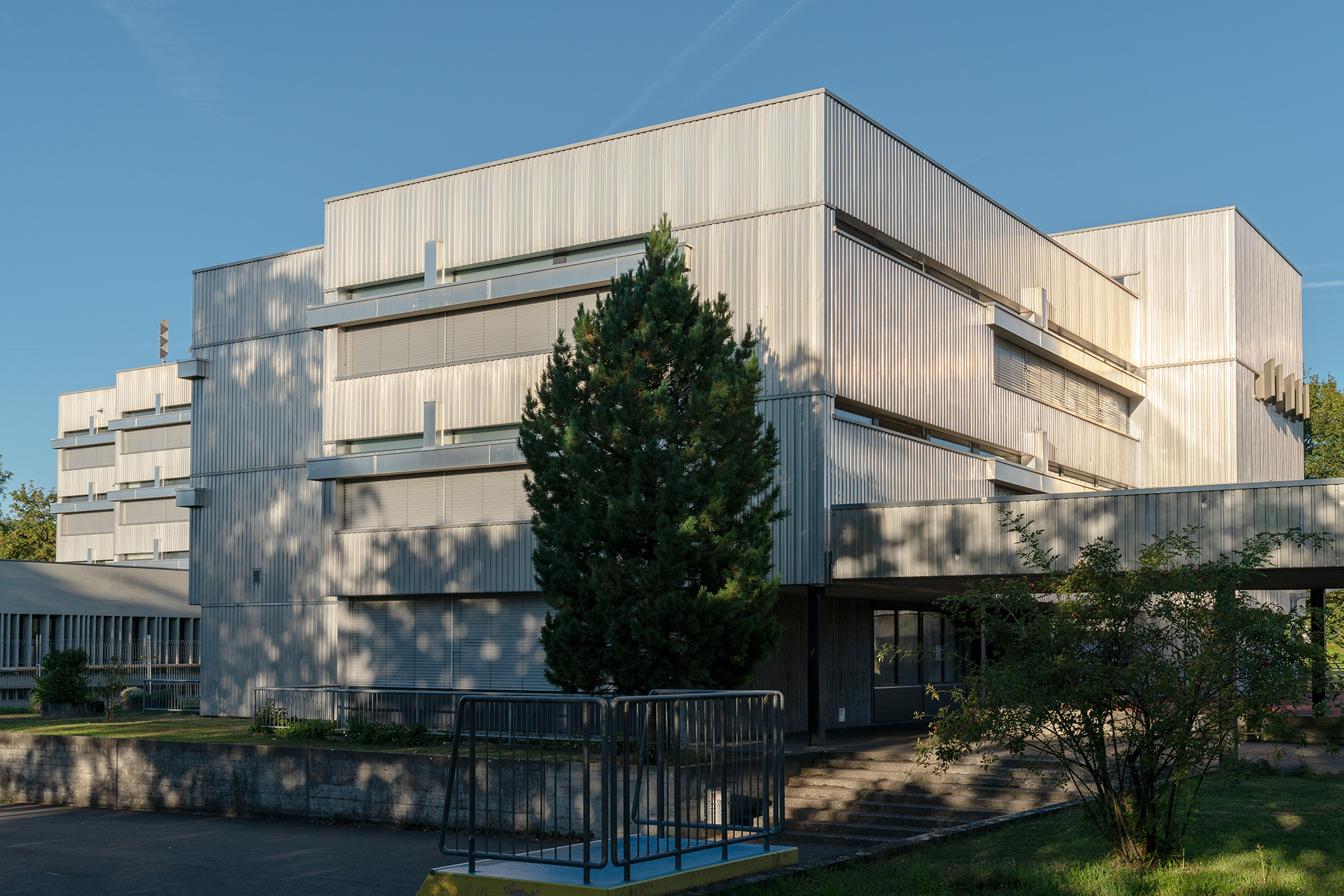
Sekundarschulhaus
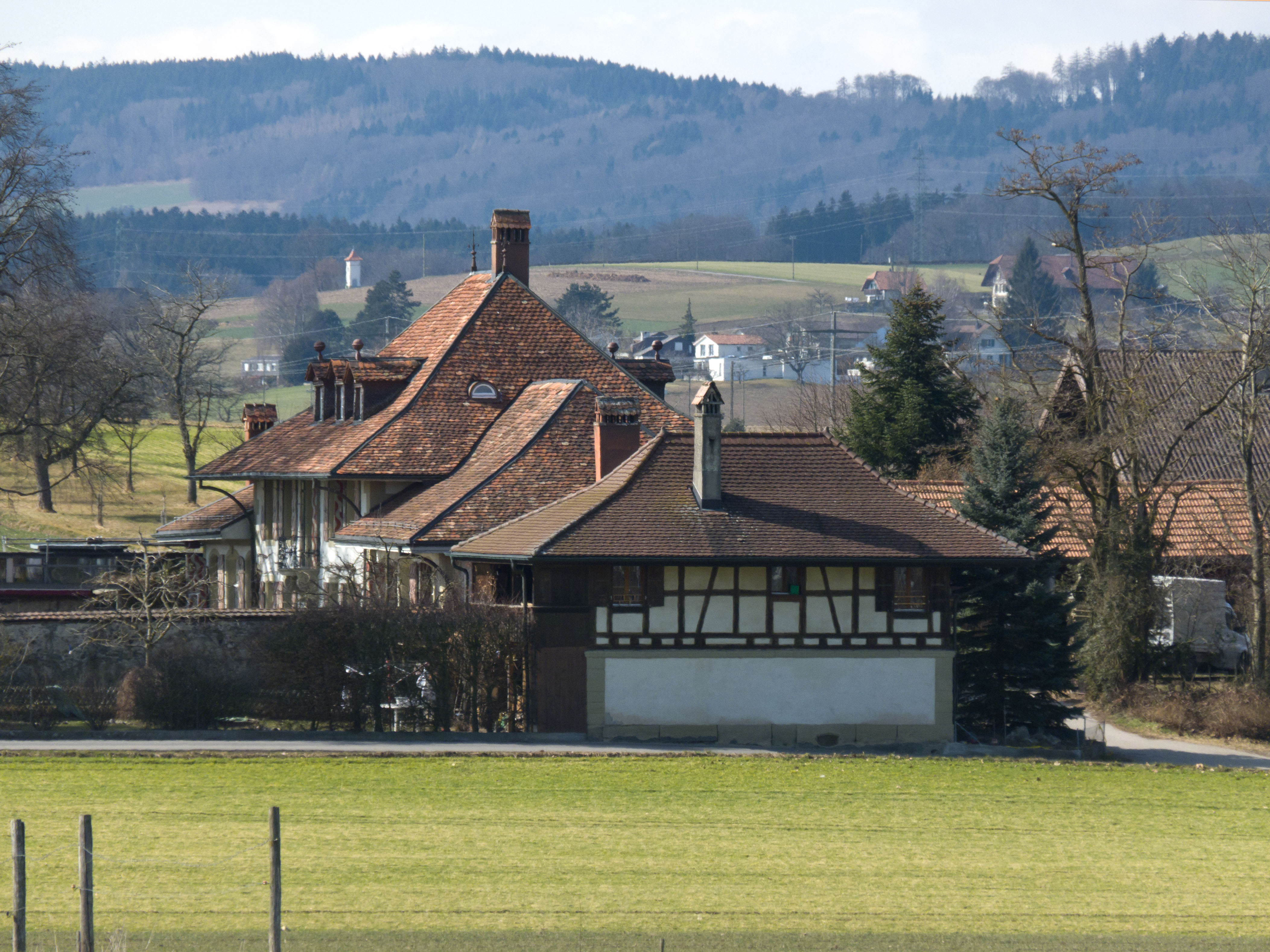
Landsitz Waldegg
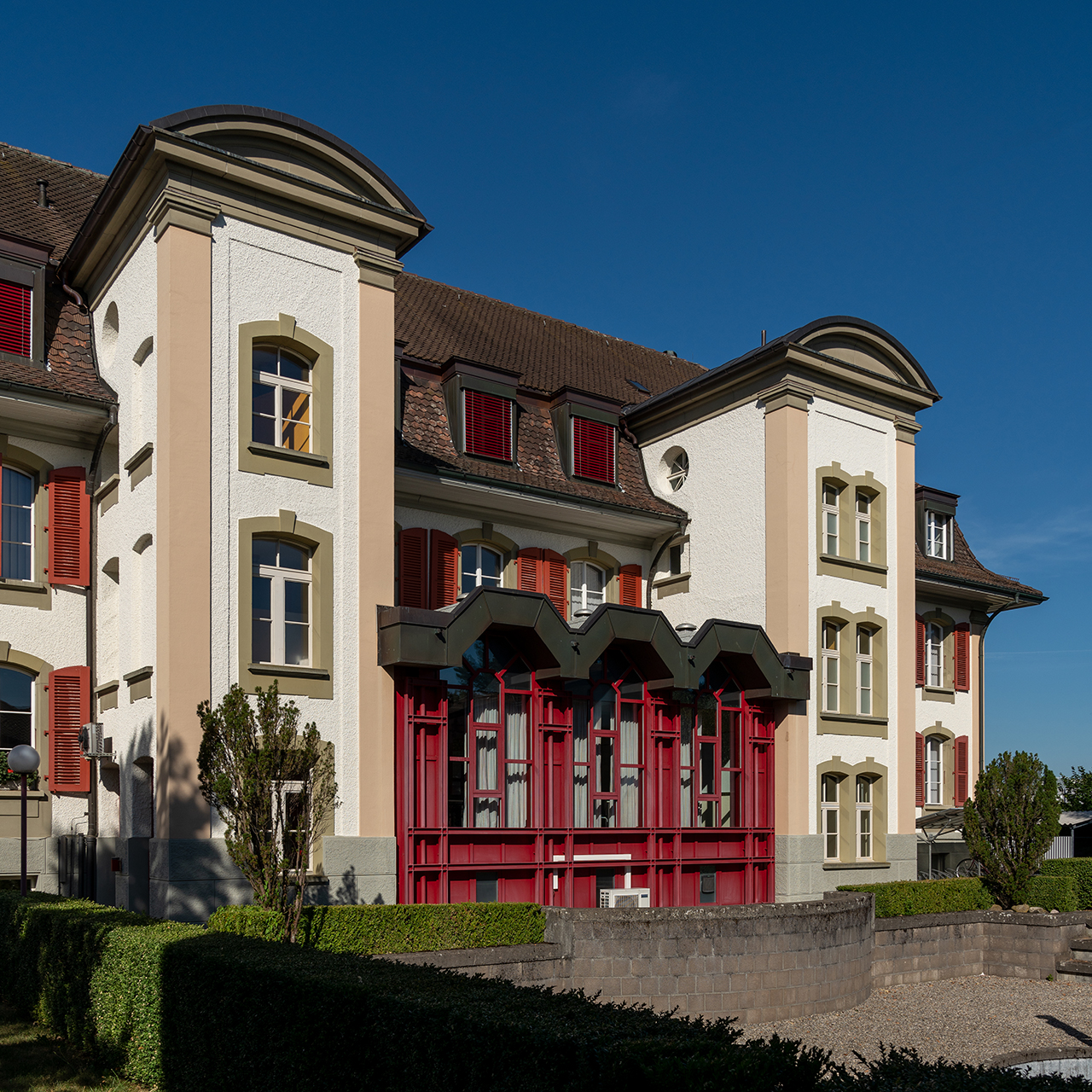
Inforama (Hauptgebäude)
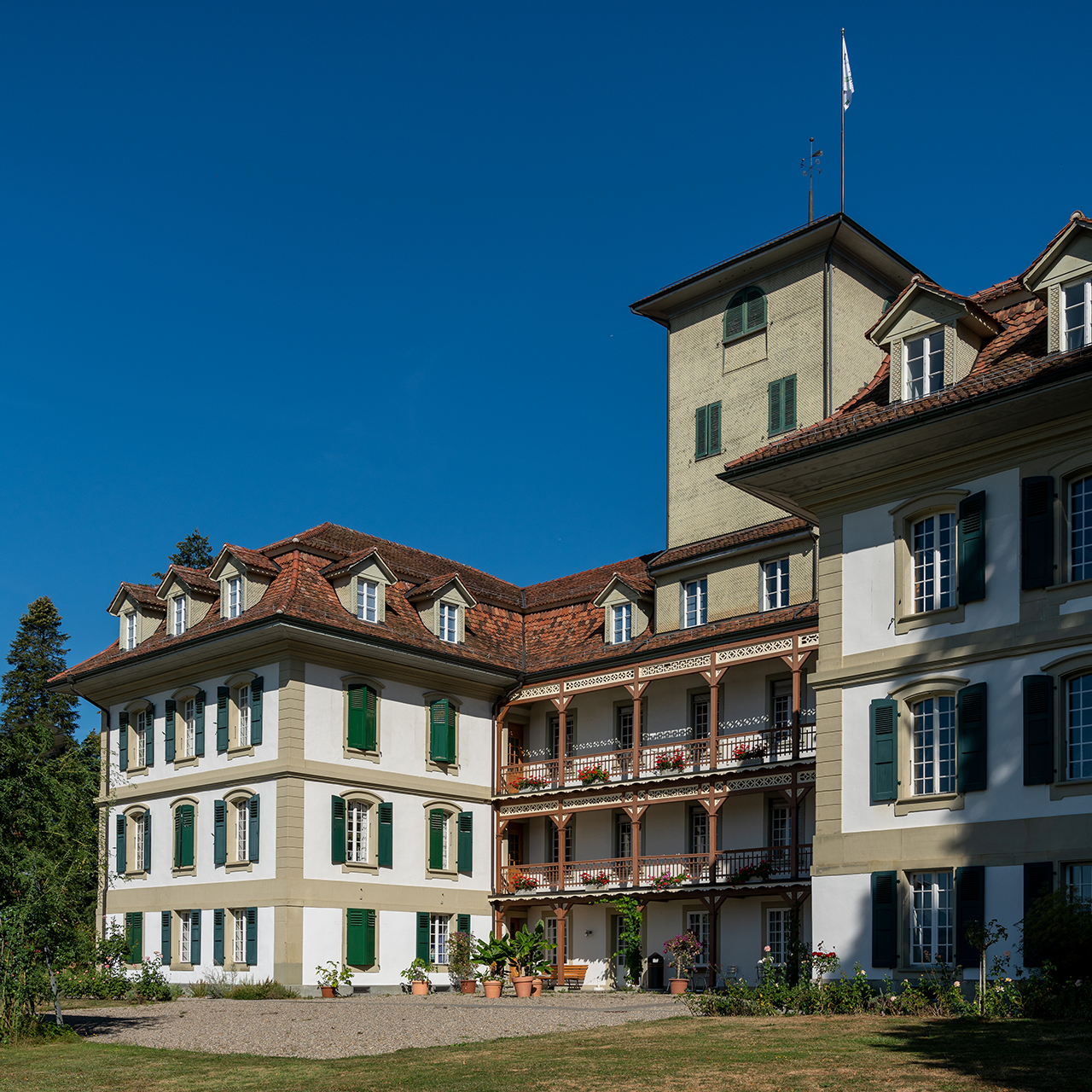
Inforama (Zentralbau)
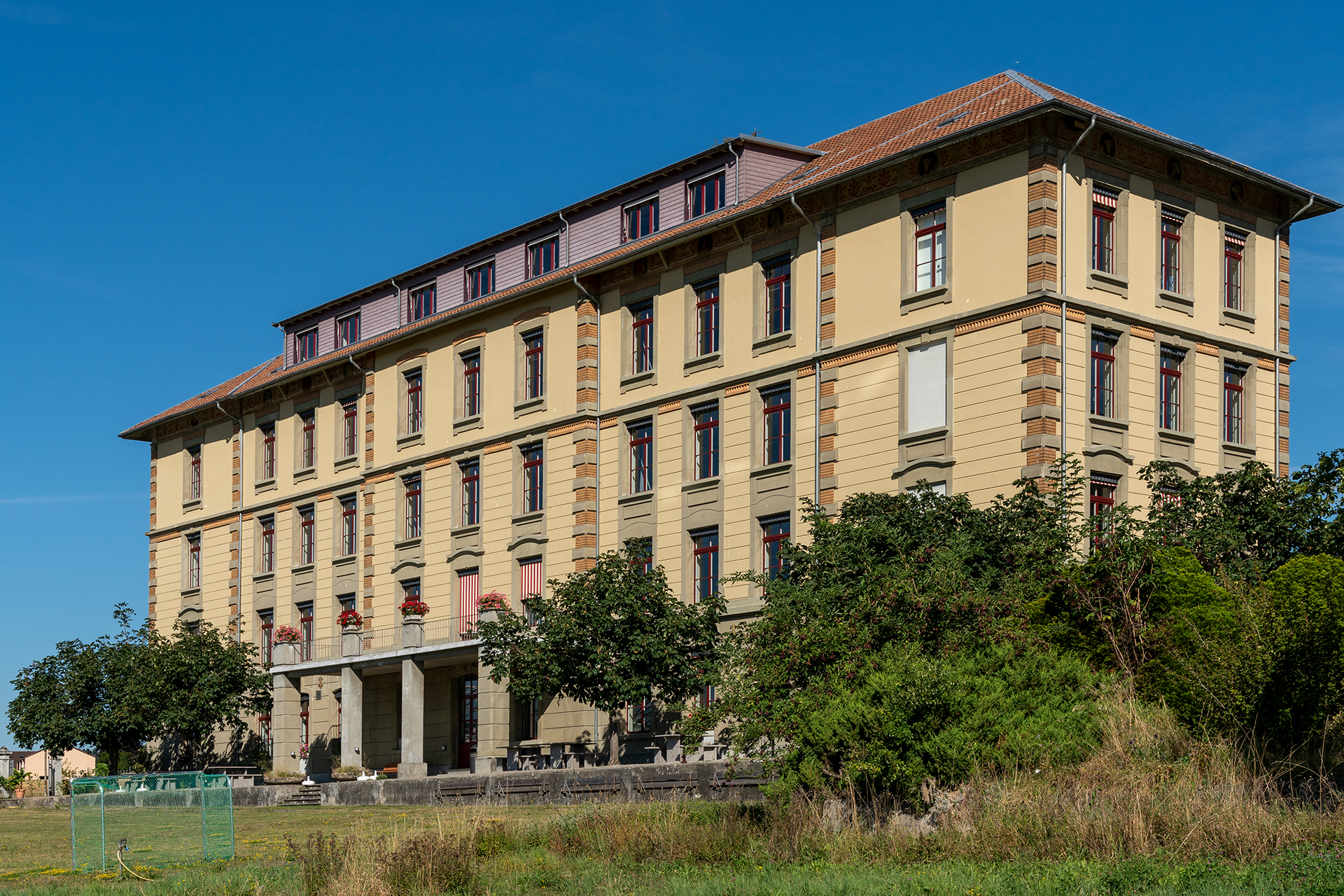
Inforama (Schulhaus)
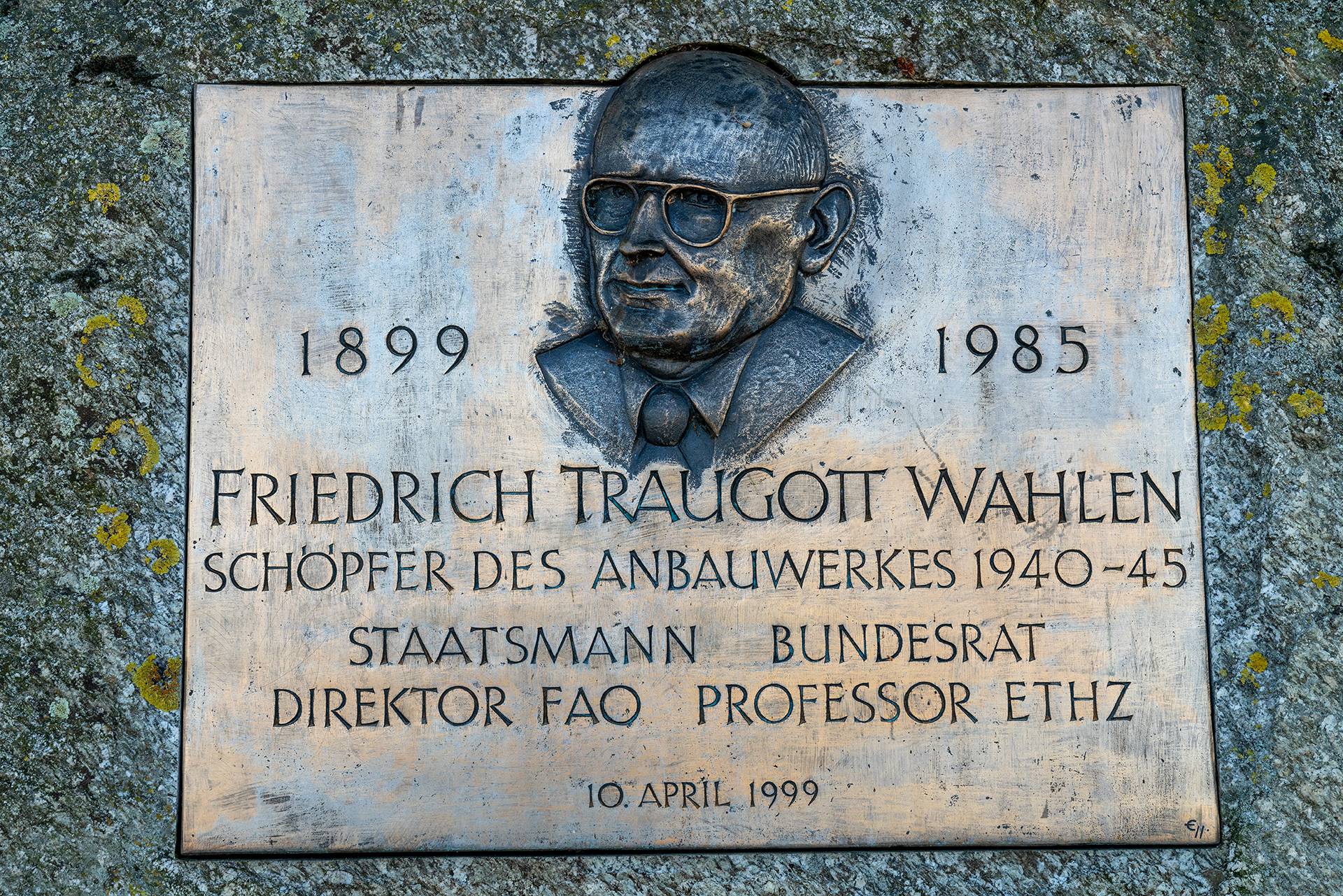
Gedenktafel Bundesrat Wahlen

## Wappen
Im oberen Teil des Wappens von Zollikofen befinden sich zwei Löwen mit je einem gebogenen Gerbermesser, unten in einem Weissfeld befinden sich neun Buchsblätter. Die beiden Löwen entstammen den Wappen der bernischen Vennergesellschaften Ober-Gerwern und Mittellöwen, welche von 1409 an die Verwaltung des Landgerichtes Zollikofen in Händen hatten. Der untere Teil des Wappens stellt das ehemalige Landgerichtswappen dar.

## Persönlichkeiten
- Peter Balzli (* 1964), Journalist
- Rudolf Bieri (1920–2013), Jurist und Direktor des Eidgenössischen Finanzdepartements
- Serge Brignoni (1903–2002), Kunstmaler, Bildhauer und Zeichner[20][21][22]
- Giuliano Crivelli (1935–2023; geboren in Bern), Offizier, Brigadier, Kommandant der Grenzbrigade 9
- Peter Eichenberger (1939–2023), Politiker, ehemaliger Oberfeldarzt der Armee
- Kornelia Hässig Vinzens (* 1967), Grossrätin (SP)
- Ruedi Hunsperger (1946–2018), Schwinger, lebte und starb in Zollikofen
- Ernst Jordi (* 1943), Eisenplastiker und Objektkünstler
- Walter Linck  (1903–1975), Bildhauer
- Johann August Nahl der Jüngere (1752–1825), Bildhauer sowie Historien- und Landschaftsmaler
- Samuel Nahl (1748–1813), deutscher Bildhauer und Hochschullehrer
- Corinne Schmidhauser (* 1964), Skirennfahrerin und Grossrätin (FDP)
- Bruno Vanoni (* 1959), Grossrat (GFL/Grüne)
- Mirjam Veglio (* 1967), Gemeinderätin und Grossrätin (SP)
- Thomas Laszlo Winkler (* 1985), Sänger der Power-Metal-Band Gloryhammer
- Hans Wirz (1873–1943), deutsch-schweizerischer Journalist und sozialdemokratischer Politiker